# Роже Бернар I де Фуа
Роже Бернар I Толстый де Фуа (фр. Roger Bernard I le Gros de Foix; ум. ноябрь 1188) — граф де Фуа с 1147/1148, сын Роже III, графа де Фуа, и Химены Барселонской.

## Биография
Роже Бернар наследовал своему отцу в графстве Фуа около 1147/1148 года. В отличие от своих предшественников, которые в феодальных войнах выступали на стороне графов Тулузы, которые являлись формальными сюзеренами графства Фуа, Роже Бернар перешёл на сторону графов Барселоны, своих близких родственников по матери. Графы Барселоны ко всему прочему были сюзеренами над территорией бывшего Каркассонского графства, в котором у графов Фуа были владения, однако не известно, приносили ли графы Фуа оммаж за свои каркассонские владения графам Барселоны. Также неизвестно, сохранился ли сюзеренитет графов Тулузы над Фуа или он перешёл к графам Барселоны.
Графы Барселоны начиная с Рамона Беренгера III, деда по матери Роже Бернара, присоединившего посредством брака Прованс, стали играть важную роль в Окситании, стремясь расширить сферу своего влияния. Его сын, граф Рамон Беренгер IV продолжал политику отца, поддерживая сначала своего брата Беренгера Раймунда I, унаследовавшего Прованс после смерти отца, а после его гибели своего малолетнего племянника Раймунда Беренгера II (III), регентом при котором он стал. Главными противниками графов Барселоны были сеньоры де Бо, один из которых, Раймунд де Бо, претендовал на Прованс по праву матери, младшей сестры Дульсы, жены Рамона Беренгера III. Первоначально Раймунда де Бо поддерживал граф Тулузы Альфонс Журден, ряд окситанских сеньоров, в числе которых был и Роже III, отец Роже Бернара, а также германский король Конрад III, который считался сюзереном Прованса и утвердил в 1147 году графство за Раймундом де Бо. Однако реальной помощи Раймунду де Бо Конрад оказать не мог, отправившись во второй крестовый поход, в котором также участвовал и Альфонс Журден, граф Тулузы, где и умер, а Роже Бернар де Фуа в отличие от отца поддержал своего двоюродного брата Рамона Беренгера IV. А в 1150 году умер Раймунд де Бо, после чего на некоторое время в Провансе и Окситании воцарился мир.
Около 1151 года Роже Бернар женился на Сесилии де Безье, дочери Раймунда Тренкавеля, виконта Альби, Безье, и Каркассона. Позже он присоединился к коалиции против нового графа Тулузы Раймунда V, организованной новым мужем герцогини Аквитании Элеоноры, Генрихом Плантагенетом, герцогом Нормандии и будущим королём Англии под именем Генрих II. В неё входили тесть Роже Бернара, Раймунд Тренкавель, а также Гильом VII де Монпелье и Рамон Беренгер IV. Однако после поражения коалиции в октябре 1153 года Роже Бернар постарался остаться в стороне от борьбы и не участвовал в походе на Тулузу в 1159 году.
Вместо войны Роже Бернар постарался увеличить власть в своих владениях, чему способствовали соглашение с сеньорами де Дюн в 1162 году, а также браки дочерей. Кроме того он большое внимание уделял улаживанию конфликтов с церковью в графстве. В 1149 и 1163 годах Роже Бернар возвратил церковное имущество церкви Сен-Антонин де Фредела в Памье, заключив, кроме того, с монахами в Памье пареаж (договор о совместном владении), по которому он брал на себя охрану и защиту церкви, получив взамен половину его земель. Также он в 1168 году заключил пареаж и с аббатством Сен-Волюзиан в городе Фуа. В 1161 и 1163 году Роже Бернар сделал пожертвования аббатству Бульбонн, в котором он позже будет похоронен и которое постепенно стало усыпальницей графов Фуа.
В 1185 году Роже Беранар присоединился к новой коалиции против Раймунда V Тулузского, организованной Генрихом II Английским, куда также входили король Арагона Альфонсо II, Роже II Тренкавель, виконт Безье, Альби и Каркассона, Гильом VIII де Монпелье и Бернар IV, граф де Комменж. Роже Бернар принял участие в нескольких рейдах против тулузцев, а потом Альфонсо Арагонский назначил его губернатором Прованса.
Роже Бернар умер в ноябре 1188 года и был похоронен в аббатстве Бульбонн. Поскольку его старший сын умер раньше отца и наследников не оставил, новым графом Фуа стал его второй сын Раймунд Роже.

## Брак и дети
- Жена: с ок. 1151 Сесилия де Безье (ум. после 4 декабря 1167), дочь Раймунда Тренкавеля, виконта Альби, Безье, и Каркассона, и Аделаиды. Дети:
- Роже (до 1160 — 1182)
- Раймунд Роже (ум. 27 марта 1223), граф де Фуа с 1188
- Дочь; муж: с 1162 Арно Гильом де Маркефав
- Эскларамонда Великая (ум. после 1215); муж: Журден III (ум. 1200/1204), сеньор де Л'Иль-Журден
- (?) Дочь; муж: Роже I де Комменж (ум. до 3 апреля 1211), виконт Кузерана

Также дочерью Роже Бернара могла быть Жеральда, жена Бернара д'Арманьяк (ок. 1155 – 1202), виконта де Фезансаге.